# Daniela Peštová
Daniela Peštová (Teplice, República Checa, 14 de outubro de 1970) é uma supermodelo tcheca.
Foi fotografada para revistas como GQ, Marie Claire, Cosmopolitan, Glamour, Elle e Sports Illustrated Swimsuit Issue.